# Bert Hellinger
Anton Suibert (Bert) Hellinger (Leimen, 15 december 1925 - Bischofswiesen, 19 september 2019) was een Duitse filosoof, theoloog, psychotherapeut en priester. Hij verwierf bekendheid als grondlegger van familieopstellingen.

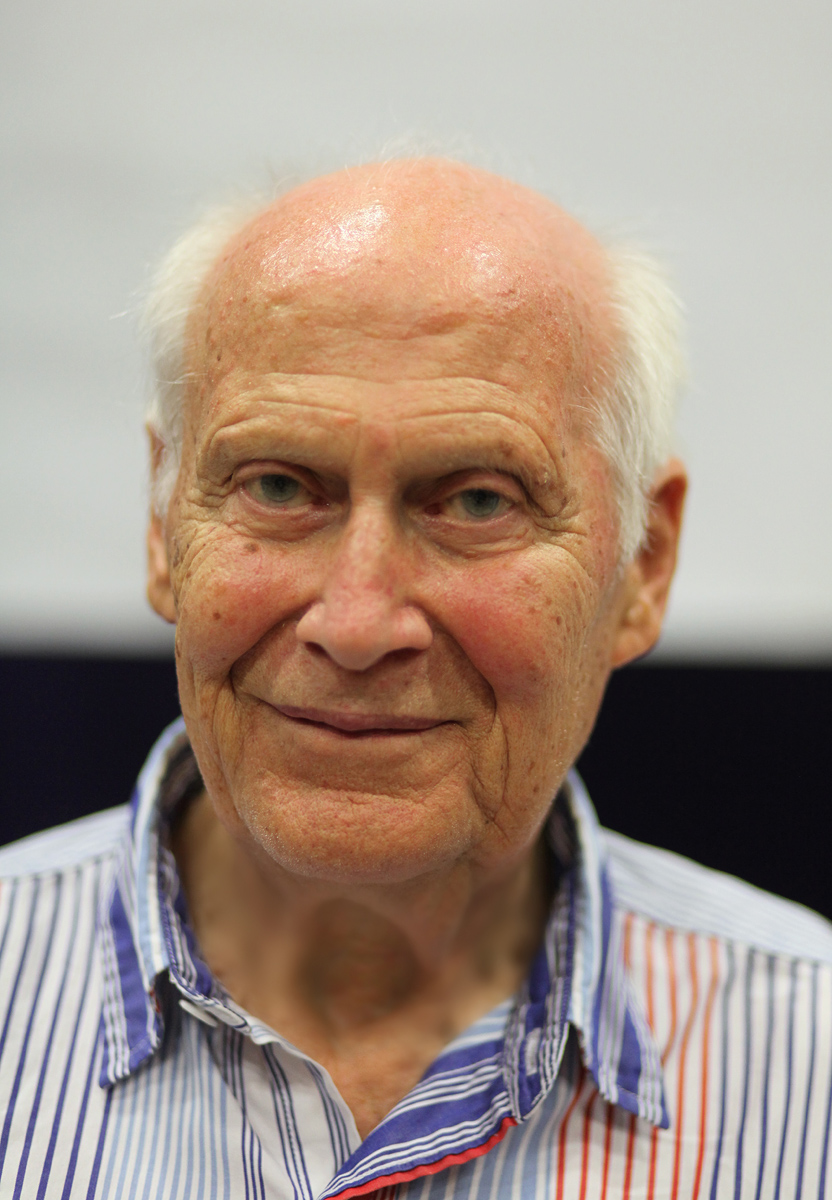
Bert Hellinger, 2011

In de vele jaren dat hij werkzaam was, evolueerde zijn werkwijze en werden opstellingen ook toegepast binnen organisaties en andere groepen. In Nederland is zijn methodiek onder andere ondergebracht met het naar hem genoemde Bert Hellinger Instituut Nederland in Groningen en Het Nieuwe Opstellen in Amsterdam van Hylke Bonnema. Zowel de persoon als zijn gedachtegoed zijn niet onomstreden; er zijn binnen de psychotherapie velen die hem en zijn werkwijze zowel ondersteunen als bekritiseren.

## Levensloop
Hellinger werd in 1925 geboren in Leimen, Baden. Op 10-jarige leeftijd verliet hij het gezin om naar een Katholieke kloosterschool te gaan, die gerund werd door de Jezuïetenorde. De Hitlerjugend trachtte vergeefs Hellinger als tiener in te lijven, waardoor hij ervan werd verdacht een 'Vijand van het Volk' te zijn. In 1942 werd Hellinger verplicht te dienen in de Wehrmacht en ervaarde zo de strijd aan het Westelijke front. Hij werd in 1945 krijgsgevange gemaakt en vluchtte uiteindelijk uit zijn gevangenschap in België.
Na zijn vlucht sloot Hellinger zich aan bij de jezuïeten en studeerde filosofie en theologie aan de Universiteit Würzburg. Vervolgens werd hij in 1952 tot priester gewijd en vertrok hij als missionaris naar Zuid-Afrika waar hij bij de Zulus ging werken. Hij nam de naam Suibert, afgekort tot Bert aan. In Zuid-Afrika studeerde hij verder aan de Universiteit van KwaZoeloe-Natal en Universiteit van Zuid-Afrika waar hij onder meer zijn BA behaalde en de bevoegdheid verkreeg om les te mogen geven in het openbaar onderwijs. Hellinger bleef 16 jaar - tot 1968 - bij de Zulus en maakte zich hun taal en wereldbeeld eigen. In die tijd werkte hij als priester, leraar en uiteindelijk schoolhoofd van een grote school, waarbij hij verantwoordelijk was voor zo'n 150 scholen in totaal.
Doordat hij deelnam aan oecumenische trainingen in groepsdynamiek onder leiding van Anglicaanse geestelijken in Zuid-Afrika, in de vroege jaren zestig legde de basis voor zijn vertrek uit het katholieke priesterschap. Vanuit zijn standpunt werkten de trainers vanuit een fenomenologische oriëntatie - ze waren bezig met het herkennen van wat essentieel is uit alle aanwezige diversiteit, zonder intentie, zonder angst, zonder vooroordelen, puur vertrouwend op wat er is. Hij was diep onder de indruk van de manier waarop hun methoden aantoonden dat tegenpolen zich konden verzoenen door wederzijds respect.
Het begin van zijn interesse in fenomenologie viel samen met de zich ontvouwende ontbinding van zijn geloften aan het priesterschap. Hellinger vertelde hoe een van de trainers aan de groep vroeg: "Wat is belangrijker voor jou, je idealen of mensen? Wat zou je opofferen voor de ander?" Dit was voor hem niet alleen een filosofisch raadsel. Hij was zeer gevoelig voor hoe het naziregime mensen opofferde in dienst van idealen. Hij zei: "In zekere zin heeft de vraag mijn leven veranderd. Sindsdien heeft een fundamentele oriëntatie op mensen vorm gegeven aan al mijn werk".
In 2002 trouwde Bert Hellinger opnieuw met Maria-Sophie Erdödy, Sophie genoemd, met wie hij al langere tijd samenwerkte. Bert Hellinger overleed op 19 september 2019, 93 jaar oud.

### Psychotherapeutische ontwikkeling
Hellinger trad uit als priester nadat hij in 1968 was teruggekeerd in Duitsland. Korte tijd later leerde hij Herta kennen, met wie hij in 1971 zou trouwen.
keerde in 1968 terug naar Duitsland en trad drie jaar later uit als priester. Korte tijd later ontmoette en huwde hij zijn eerste vrouw Herta. Samen verdiepten ze zich in de psychoanalyse.
In de eerste helft van de jaren 1970 bracht Hellinger veel tijd door in Wenen voor zijn opleiding in de psychoanalyse aan de Wiener Arbeitskreis für Tiefenpsychologie, die in 1947 was opgericht door de Oostenrijkse psycholoog Igor Caruso. Hij voltooide zijn opleiding aan de Münchner Arbeitsgemeinschaft für Psychoanalyse maar werd aanvankelijk niet toegelaten tot de Münchner Arbeitsgemeinschaft für Psychoanalyse M.A.P. na te hebben gerefereerd aan het werk van de Amerikaanse psycholoog Arthur Janov.
Hellinger verliet Duitsland in 1973 opnieuw om zich als psychotherapeut verder te ontwikkelen in de Verenigde Staten. Hij volgde negen maanden opleiding bij Janov (grondlegger van de primaltherapie). Tijdens zijn verblijf in de Verenigde Staten waren er veel belangrijke invloeden voor zijn latere werk, waarbij de transactionele analyse van Eric Berne een van de belangrijkste was; hij werkte ook als onderwijstherapeut op dit gebied. Hij verdiepte zich ook in provocatietherapie bij Frank Farrelly en hypnotherapie bij Jeff Zeig, Stephen Lankton en Stephen Gilligan.
In 1982 werd Hellinger wel erkend door de Münchner Arbeitsgemeinschaft für Psychoanalyse M.A.P..
Tegen de tijd dat Bert Hellinger bijna 70 was, had hij zijn inzichten en aanpak niet gedocumenteerd. Noch had hij studenten opgeleid om zijn methoden voort te zetten. Hij stemde ermee in dat de Duitse psychiater Gunthard Weber een reeks transcripties van workshops opnam en bewerkte. Dit verscheen in 1993 onder de titel Zweierlei Glück . Tegen 2018 had Hellinger meer dan 90 boeken gepubliceerd, waarvan 70 in de catalogus van de Deutsche National-Bibliothek in Leipzig. Vele van zijn publicaties behandelen zijn werk met familieopstellingen, onder meer als transcripties van zijn seminars. Andere publicaties beschrijven zijn gedachtegoed en methodiek.

### Werkzaamheden
Hellinger reisde veel en gaf lezingen, seminars en workshops in grote delen van Europa (Duitsland, Oostenrijk, Rusland, Spanje), de Verenigde Staten, Midden- en Zuid-Amerika en Azië (China, Japan). Hellinger vervreemdde sommige potentiële collega's en medestanders door zijn eigenzinnige gedrag, zoals het doen van ingrijpende uitspraken die complexe problemen terugbrachten tot enkele grondoorzaken of zijn manier om cliënten soms op bijtende, autoritaire toon aan te spreken. Dit maakte dat diverse beoefenaars zich distantiëren van de grondlegger van de methode. Anderen zetten hun vereniging voort en integreerden de verdere ontwikkelingen in hun eigen praktijken.
Samen met zijn tweede vrouw Sophie richtte hij in 2000 een Hellinger School op en focuste hij zich op de verdere ontwikkeling van opstellingen. Na zijn overlijden zette Sophie Hellinger de werkzaamheden voort. In 2022 verplaatste het hoofdkantoor van Hellinger Sciencia zich naar Bad Reichenhall. Ook in andere landen zijn er instituten die het gedachtegoed en de methode van Hellinger verspreiden en verder ontwikkelen. In Nederland richtte Jan Jacob Stam en zijn vrouw Bibi Schreuder in 2000 het Bert Hellinger Instituut Nederland op, met goedkeuring van Bert Hellinger.
Hellinger bleef tot zijn dood actief en betrokken bij de Hellinger School.

## (Familie)opstellingen
Hellinger zag opstellingen niet zozeer als therapie, maar als een belangrijk hulpmiddel dat breder in te zetten was. Hellinger was niet zozeer geïnteresseerd in de theoretische achtergronden of de verklaring waarom opstellingen werkten. Zijn duizenden seminars met mensen over de hele wereld stelden hem in staat de methode door te ontwikkelen en leverde hem tevens bevestiging dat deze werkzaam was. Hij distantieerde zich van een wetenschappelijke onderbouwing.

### Achtergronden
Elementen van familieopstellingen zijn terug te vinden in systeemtherapie, fenomenologie en de Zulu-cultuur. Hellingers wijze van opstellingen is beïnvloed door groepsdynamica van Jacob Levy Moreno, Leslie B. Kadis en Ruth McClendon , familietherapie zoals Iván Böszörményi-Nagy, Salvador Minuchin en Jay Hayley beoefenden, de transactionele analyse van Eric Berne en de oplossingsgerichte therapie volgens Milton E. Erickson.
Een familieopstelling legt in één sessie een niet-herkende dynamiek bloot, die zich in de meeste gevallen uitstrekt over meerdere generaties in een bepaalde familie. De schadelijke effecten van die dynamiek bieden een oplossingsrichting aan de 'client' die deze dynamieken gewaar wordt en toe kan werken naar erkenning. Hellinger stelt dat "erkenning de meest helende beweging is".

### Methode
In de klassieke familieopstelling volgens Hellinger deelt een cliënt kort een probleem- of vraagstelling. Uit de omringende groep aanwezigen, zoeken cliënt en begeleider de representanten voor relevante betrokkenen. Er vindt een rangschikking plaats waarbij de representanten zich gedragen en verhouden volgens de dynamieken zoals die gebruikelijk zijn in de relaties van het opgestelde systeem. De cliënt is zo in staat om te ervaren hoe dit netwerk en onderlinge relaties zich verhouden en bepaalde (disfunctionele) verstrengelingen waar te nemen. Familieopstellingen brengen iets 'verborgens' aan het licht dat buiten manipulatie en bewuste achtergrondkennis waargenomen kan worden. Bij opstellingen is steeds weer te zien dat representanten heel precieze informatie kunnen geven over de gevoeligheden van de door de personen die zij vertegenwoordigen. Volgens Bert Hellinger waren familieopstellingen aanvankelijk alleen een methode om vast te stellen hoe de verhoudingen in een gezin zijn opgebouwd en waarom de dingen daar gaan zoals ze gaan; het is vrij van oordeel. De nadruk van de methode ligt niet op de opsteller zelf en meer op de relaties tussen de deelnemers aan zijn systeem.
De door Hellinger ontwikkelde benadering van systemen zijn sinds de jaren 1990 ook toegepast in andere systemen (werkteams en organisaties) en worden systeemopstellingen of algemener 'opstellingen'. Opstellingen in de bedrijfscontext worden organisatieopstellingen genoemd.

### Wetenschappelijke onderbouwing
Zoals aangegeven was Hellinger niet geïnteresseerd in de wetenschappelijke onderbouwing van zijn methode. Hij was ruimhartig in de verdere ontwikkeling van zijn gedachtegoed en methodiek door anderen en moedigde dit ook aan. Dit maakte dat er internationaal, maar op kleinere schaal onderzoek is verricht naar de methodiek. Een tweetal overzichtsartikelen die recent gepubliceerd zijn illustreren de effectiviteit van familieopstellingen en organisatieopstellingen.

## Publicaties
In de loop der jaren zijn diverse werken van Bert Hellinger naar het Nederlands vertaald:
- Hellinger, B., Weber, G., & Beaumont, H. (1998) De verborgen dynamiek van familiebanden  Haarlem: Altamira Becht ISBN 9789401302081
- Hellinger, B. & ten Hövel, G. (1999)  Erkennen wat er is  Nijmegen: Uitgeverij Het Noorderlicht. ISBN 9789492331021
- Hellinger, B. (2002) De wijsheid is voortdurend onderweg  Nijmegen: Uitgeverij Het Noorderlicht ISBN 9789080687455
- Hellinger, B. (2004) De kunst van het helpen  Nijmegen: Uitgeverij Het Noorderlicht ISBN 9789077290057
- Hellinger, B. (2006) Hart tegen hard  Haarlem: Altamira Becht ISBN 9789069637129
- Hellinger, B. (2011) De Bewegingen van de geest  Nijmegen: Uitgeverij Het Noorderlicht ISBN 9789492331656
- Hellinger, B. (2012) Succes in leven en werken  Nijmegen: Uitgeverij Het Noorderlicht ISBN 9789077290163
- Hellinger, B. (2015) De maat van het hart  Nijmegen: Uitgeverij Het Noorderlicht ISBN 9789492331014
- Hellinger, B. (2019)  Mijn leven, mijn werk  Nijmegen: Uitgeverij Het Noorderlicht ISBN 9789492331809

## Eerbetoon
In 2005 is hem een eredoctoraat toegekend door de Jean Monnet Association Internationale te Brussel.
Bert Hellinger is in 2014 benoemd tot ereburger van Mexico-Stad en in 2019 van São Paulo.